# داریو فورتادو
داریو فورتادو (انگلیسی: Dário Furtado؛ زادهٔ ۱۴ ژانویهٔ ۱۹۷۹) بازیکن فوتبال اهل دماغه سبز است.
از باشگاه‌هایی که در آن بازی کرده‌است می‌توان به باشگاه فوتبال پاسوژ د فریرا و باشگاه فوتبال ژیل ویسنته اشاره کرد.
وی همچنین در تیم ملی فوتبال دماغه سبز بازی کرده‌است.